# Decalitro
El decalitro es una unidad de volumen equivalente a diez litros, representado por el símbolo dal. Es el primer múltiplo del litro y también equivale a 10 decímetros cúbicos.
Equivalencias
- 10.000 mililitros
- 1.000 centilitros
- 100 decilitros
- 10 litros
- 0,1 hectolitros
- 0,01 kilolitros